# 阿德利企鵝
阿德利企鵝（學名：Pygoscelis adeliae），也译作阿黛利企鵝，為南極海岸及其附近島嶼一種常見企鵝。除了景風海燕，牠們是分佈於最南方之地的海鳥。阿德利企鵝得名于阿黛利地。而阿黛利地又是法國探險家儒勒·迪蒙·迪維爾以自己的妻子阿德利命名。迪維爾于1840年发现了阿德利企鹅。

## 分類學
阿德利企鵝是阿德利企鵝屬（Pygoscelis）的三個成員之一。粒線體及細胞核的脫氧核糖核酸證據顯示，王企鵝屬（Aptenodytes）在約3,800萬年前與其他企鵝族群分支之後的200萬年，阿德利企鵝屬亦開始與其他企鵝出現分支。阿德利企鵝亦在約1,900萬年前從該屬分裂出來。

## 分佈
阿德利企鵝有38個分佈的地區，在羅斯海區域內共有逾500萬隻阿德利企鵝。其活動範圍包括南極大陸四周的沿海地區，但只限於南极辐合带（Antarctic Convergence）以南的海域。
單是羅斯島（Ross Island）上就有一個擁有50萬隻阿德利企鵝的族群。而2018年3月2日科學家宣布在危險群島（Danger Islands）發現約150萬隻阿德利企鵝。

## 特徵
阿德利企鵝長約30至50公分，平均重4.5公斤。頭部呈藍綠色，嘴為黑色，眼圈呈白色，嘴角亦有細長的白色羽毛圍繞，甚至掩蓋著其黑色喙的大部分面積。其尾部比其他企鵝的尾部稍長。

## 行為

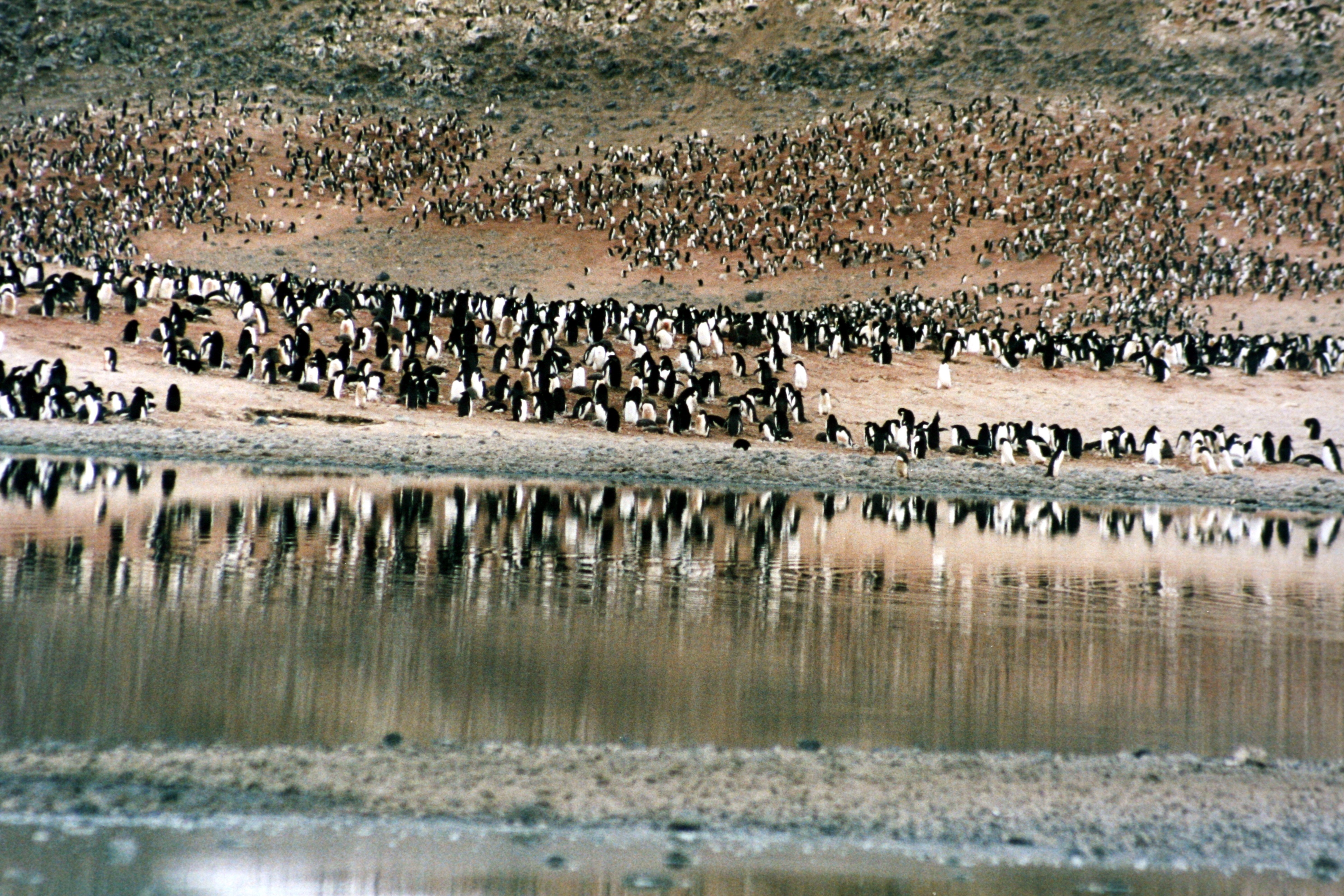
艾德角（Cape Adare）的阿德利企鵝

像很多其他企鵝一樣，阿德利企鵝以群體的方式覓食、築巢及社交。

### 食物
雖然對於阿德利企鵝在冬季的行為的資料缺乏，但已知牠們在哺育幼企鵝的季節期間主要以南極磷蝦及側紋南極魚為食糧。過去38,000年來在阿德利企鵝分佈地的蛋殼化石穩定同位素（stable isotope）記錄顯示，在約200年前，阿德利企鵝突然由本來進食魚類改為以磷蝦為糧。似乎這跟1700年代末南極毛皮海獅數量減少及20世紀時鬚鯨數量減少有關。這些掠食者的數量減少，磷蝦數量自然大增，磷蝦更容易捕捉，阿德利企鵝亦不會放棄這個大好機會。

### 繁殖

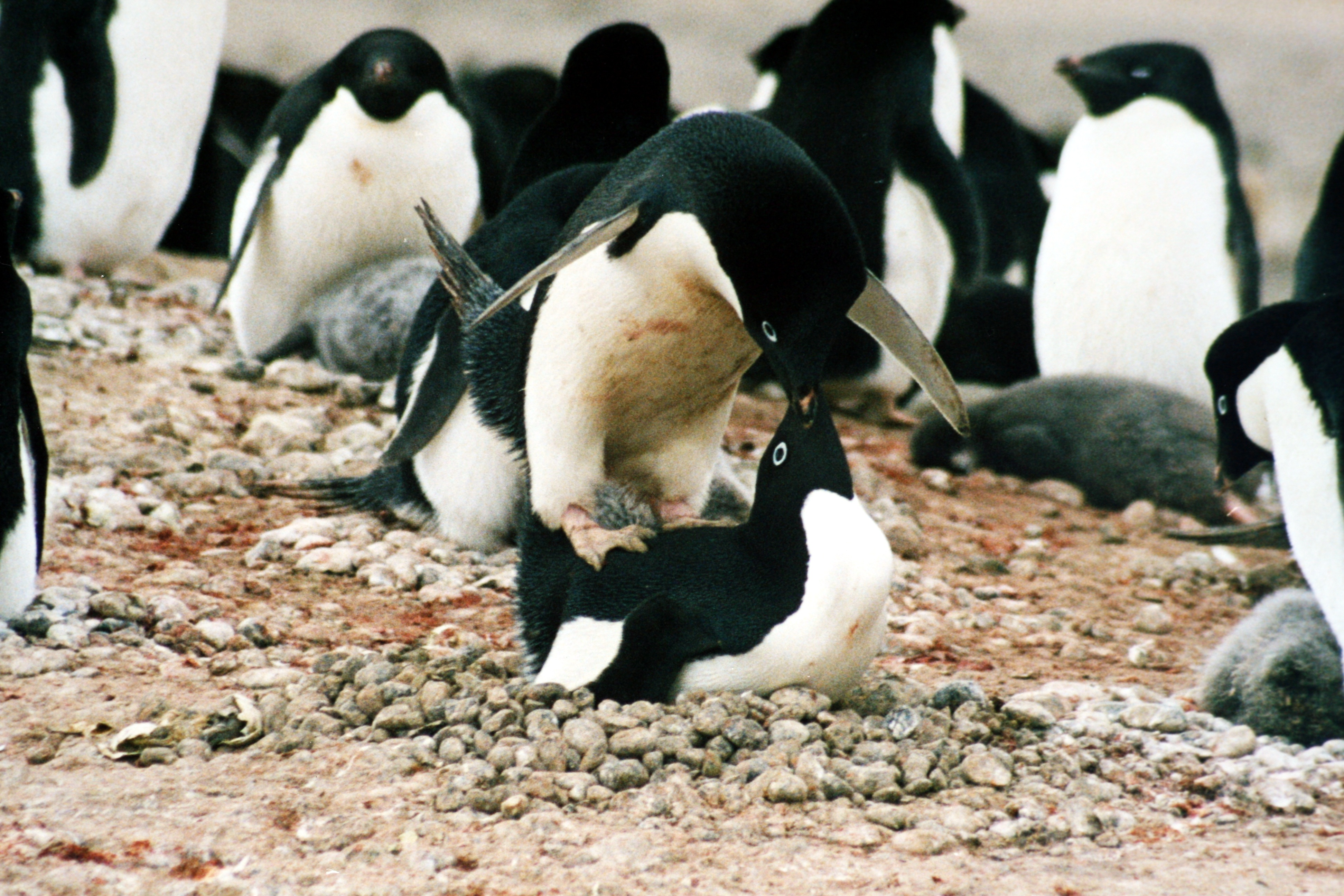
在南極交配中的阿德利企鵝

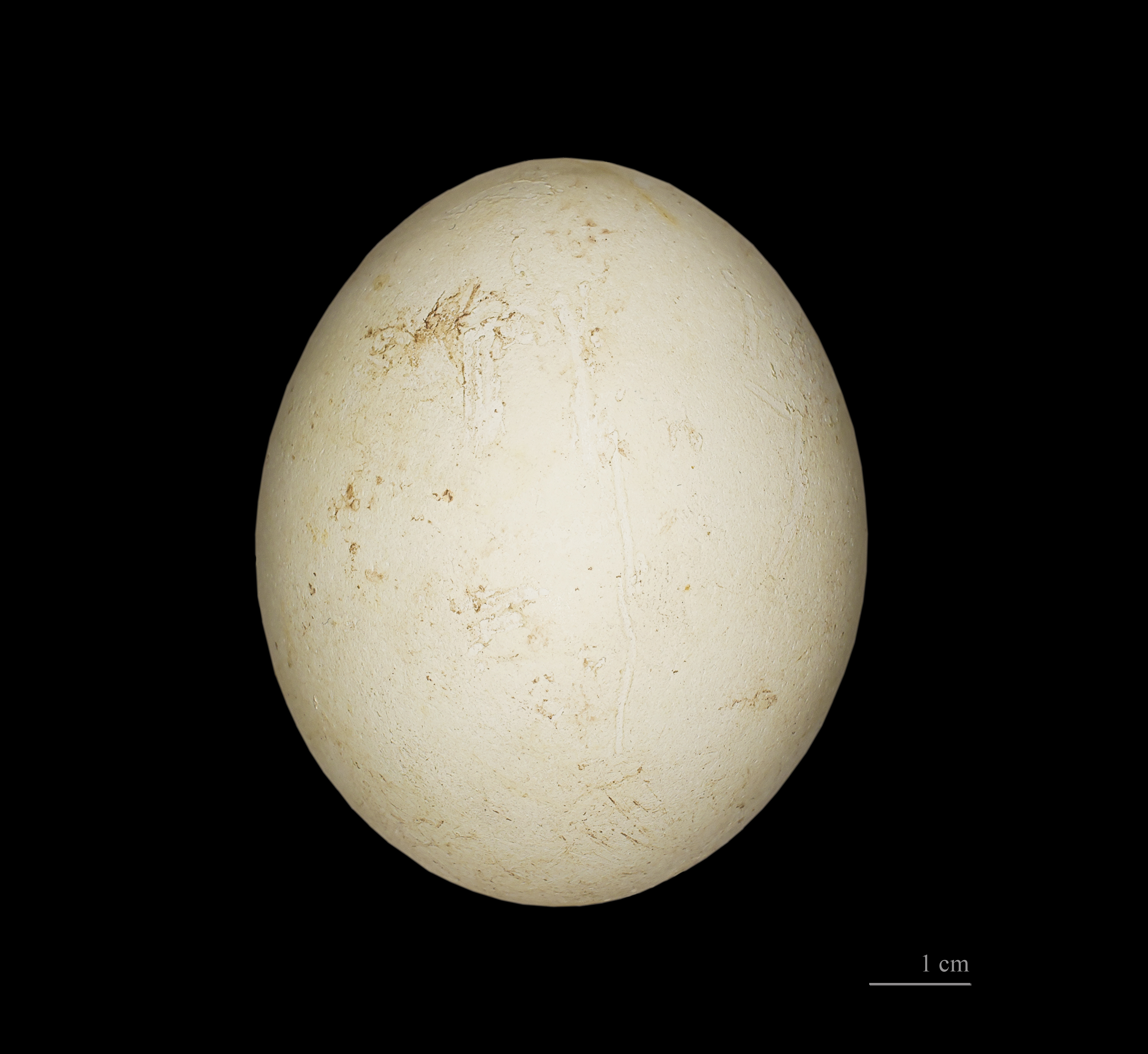
Pygoscelis adeliae

阿德利企鵝的繁殖地位於南極大陸的南緯60度以南的沿岸及部分亞南極島嶼。牠們會在每年的10月抵達繁殖地。牠們的巢是由石頭堆積而成的。阿德利企鵝每次會產下兩蛋，但若非食物豐足，通常只有一名子女能存活。
在12月，也就是南極全年最暖和的季節（溫度約為-2°C），牠們就會開始孵蛋；孵蛋和哺育的責任由父母雙方輪流負責，一方去覓食，而另一方就留下來孵蛋，而正在孵蛋的一方是不會進食的。幼企鵝和企鵝蛋最大的敵人是賊鷗、白鞘嘴鷗等，牠們會在這段期間在企鵝群的巢穴附近徘徊，遇上疏忽的父母離開鳥蛋或幼鳥時，就會吃掉這些鳥蛋或幼鳥。到了3月，成年企鵝和幼企鵝會回到海洋去。阿德利企鵝居住在浮冰上，但卻要在沒有冰的陸地上進行繁殖。隨著浮冰的面積和食物的數量減少，阿德利企鵝的數量在過去25年下降了65%之多。

## 大眾文化

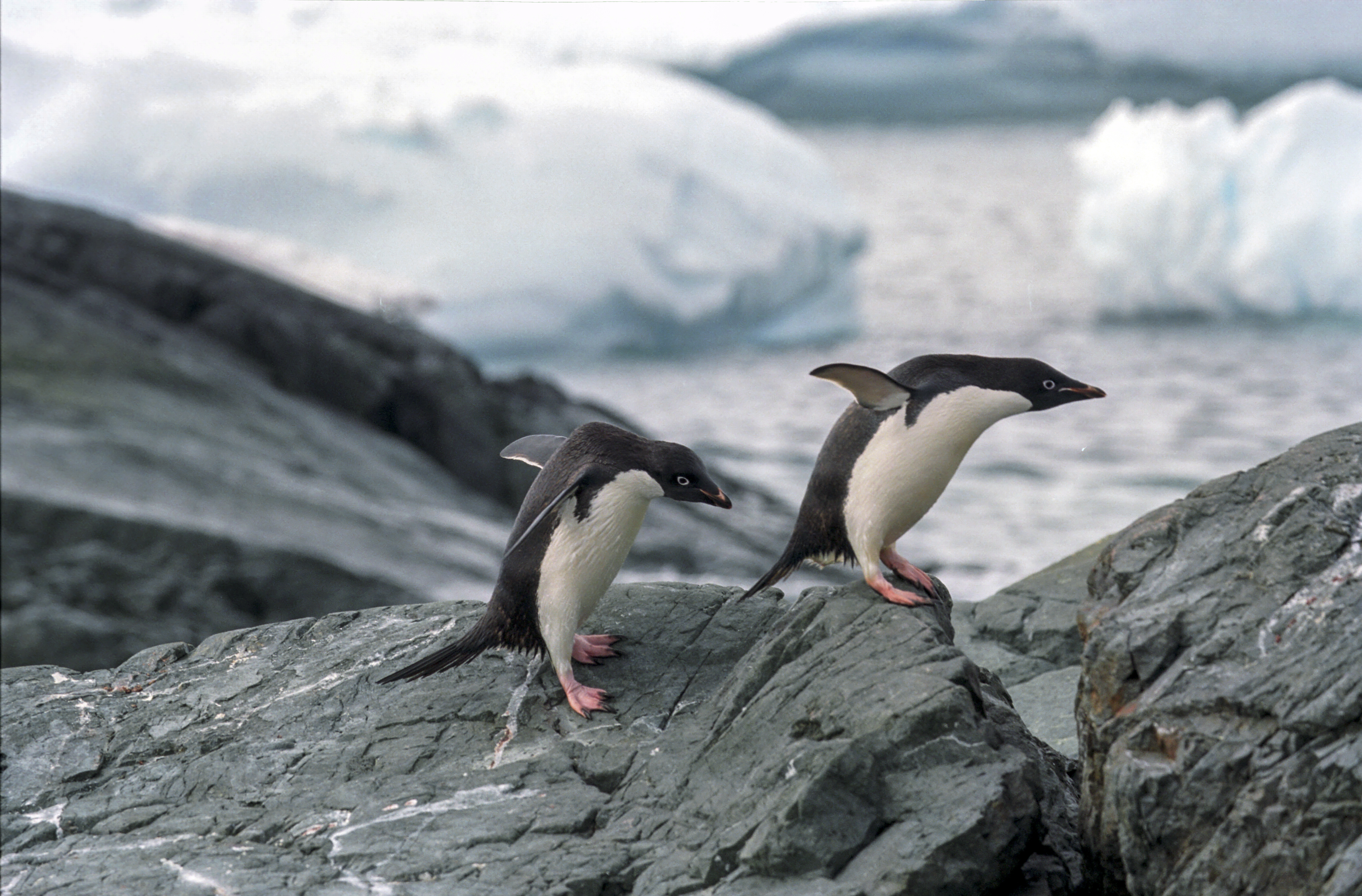

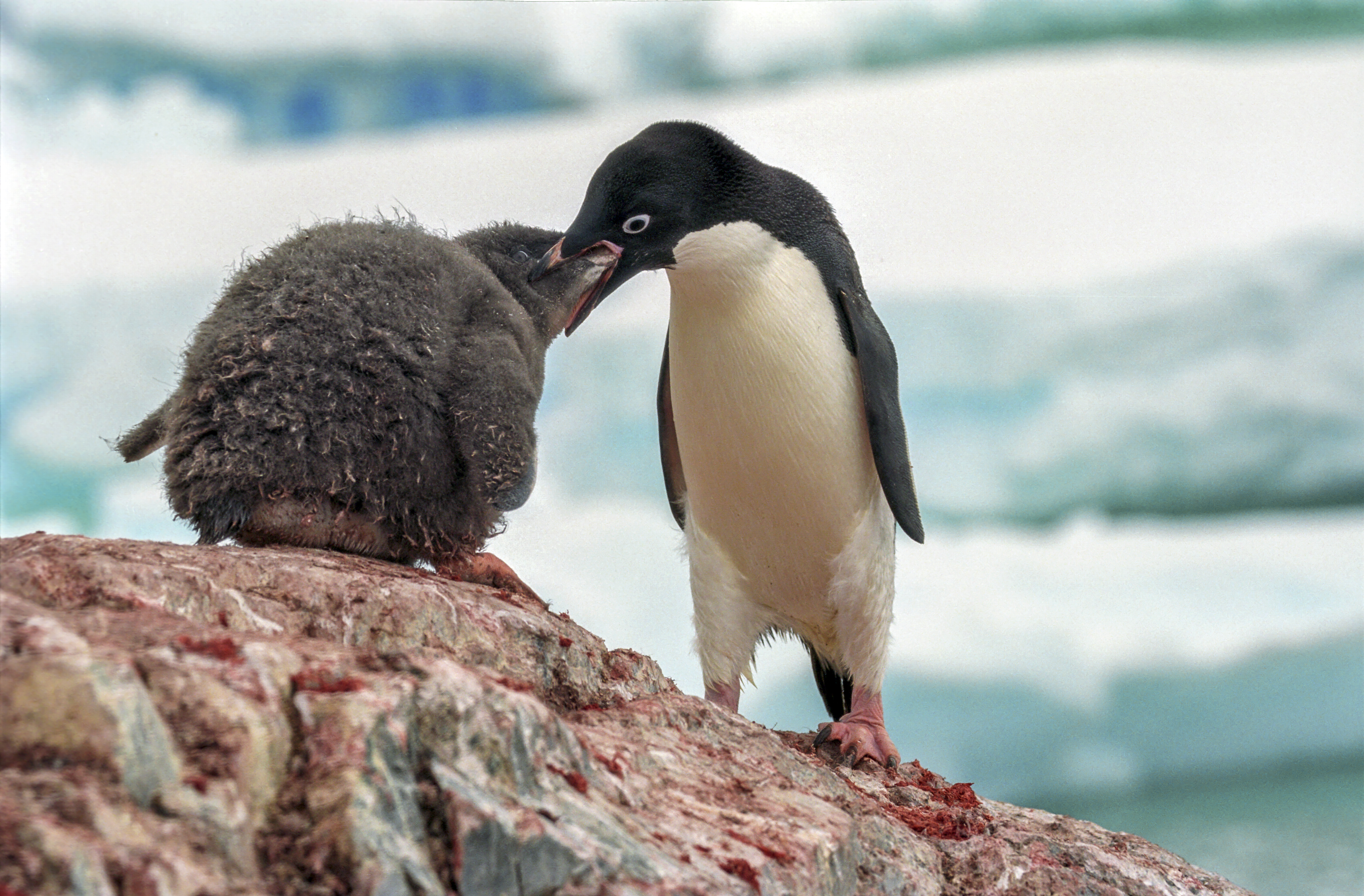

- 有人認為Linux的主要吉祥物Tux是阿德利企鵝，但由於只是根據其羽毛來分辨，故並不一定是阿德利企鵝。
- 1938年兒童書籍《波普先生的企鵝》（Mr. Popper's Penguins）是關於12隻阿德利企鵝的故事。
- 1971年上映的電影《福布希先生與企鵝》（Mr Forbush and The Penguins）充分表現了約翰·赫特（John Hurt）的性格，他花了六個月的時間觀察阿德利企鵝。
- 1988年上映的兒童電影《The Adventures of Scamper the Penguin》的主角就是一隻阿德利企鵝。
- 科學家發現企鵝也有很多不同的自衛（self defense）方式，包括製作原始的工具和以有毒性的物質為誘餌等方法。牠們亦會把這些自衛方法用於狩獵上。
- 1995年上映的電影《企鵝與卵石》（The Pebble and the Penguin）就是以阿德利企鵝求婚的行為作題材，而電影的名稱之所以有提及卵石，是因為雄性阿德利企鵝會以卵石築巢來吸引異性。
- 1999年上映的電影《一吻定江山》主角喬西的生活風格就是參照阿德利企鵝的。
- 在2005年上映的電影《馬達加斯加》（Madagascar）中，那些馬達加斯加企鵝（Madagascar Penguins）一直被認為就是阿德利企鵝。
- 2006年上映的電影《快樂腳》（Happy Feet）中的主角Mumble是一隻皇帝企鵝，牠在劇中幫助的那一群操古巴腔的企鵝就是阿德利企鵝。
- 在《威利與奧斯本》（Wally & Osborne）這套線上漫畫（webcomic）中，奧斯本就是一隻阿德利企鵝。
- 英國著名報章《每日電訊報》曾在2008年4月的愚人節開了個玩笑，他們為了宣傳英國廣播公司之獨特，在當天發佈了阿德利企鵝的飛行片段[7]。
- 在森见登美彦作品《企鵝公路》及其衍生动画中出场。

## 圖片

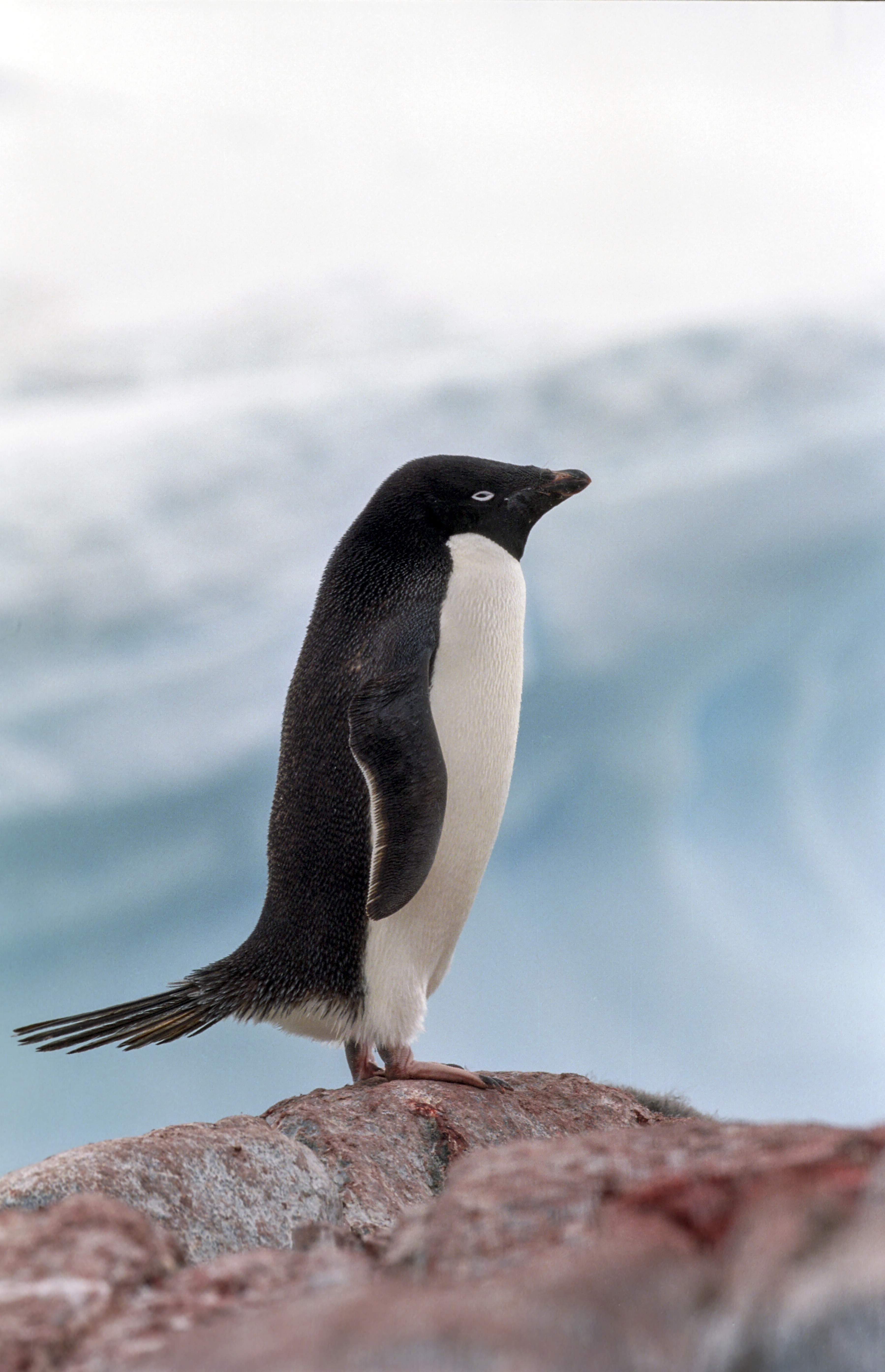
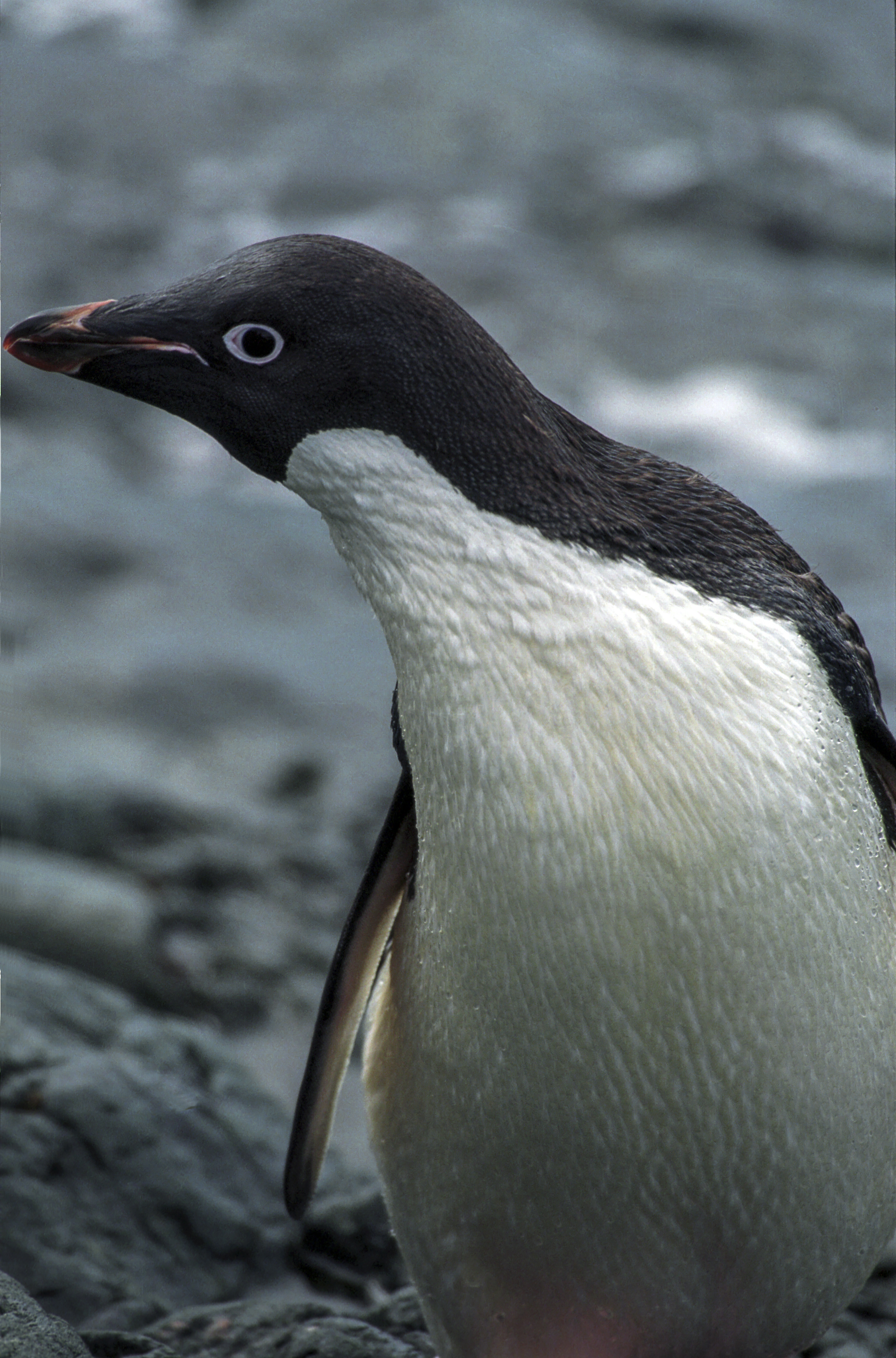
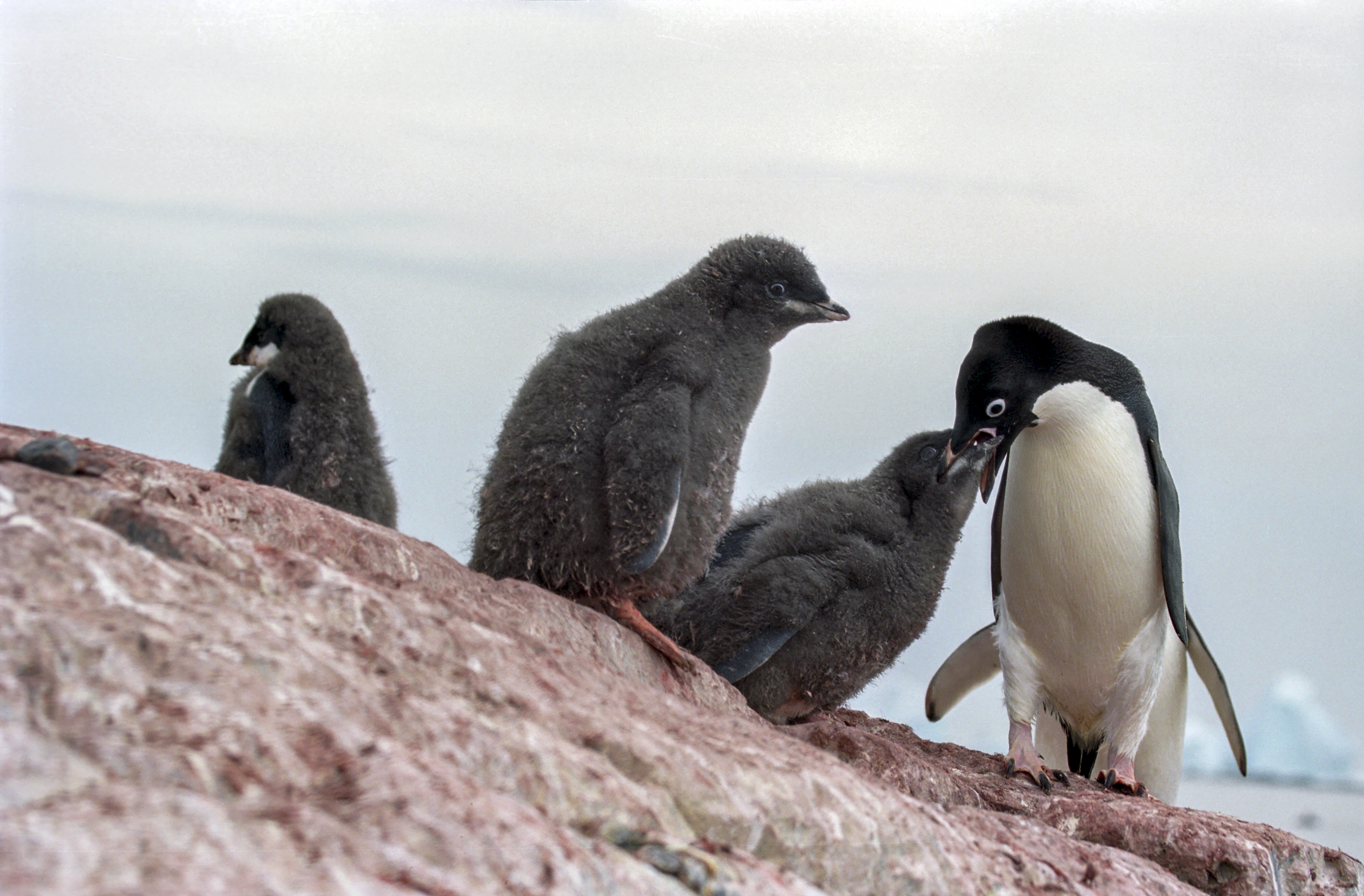
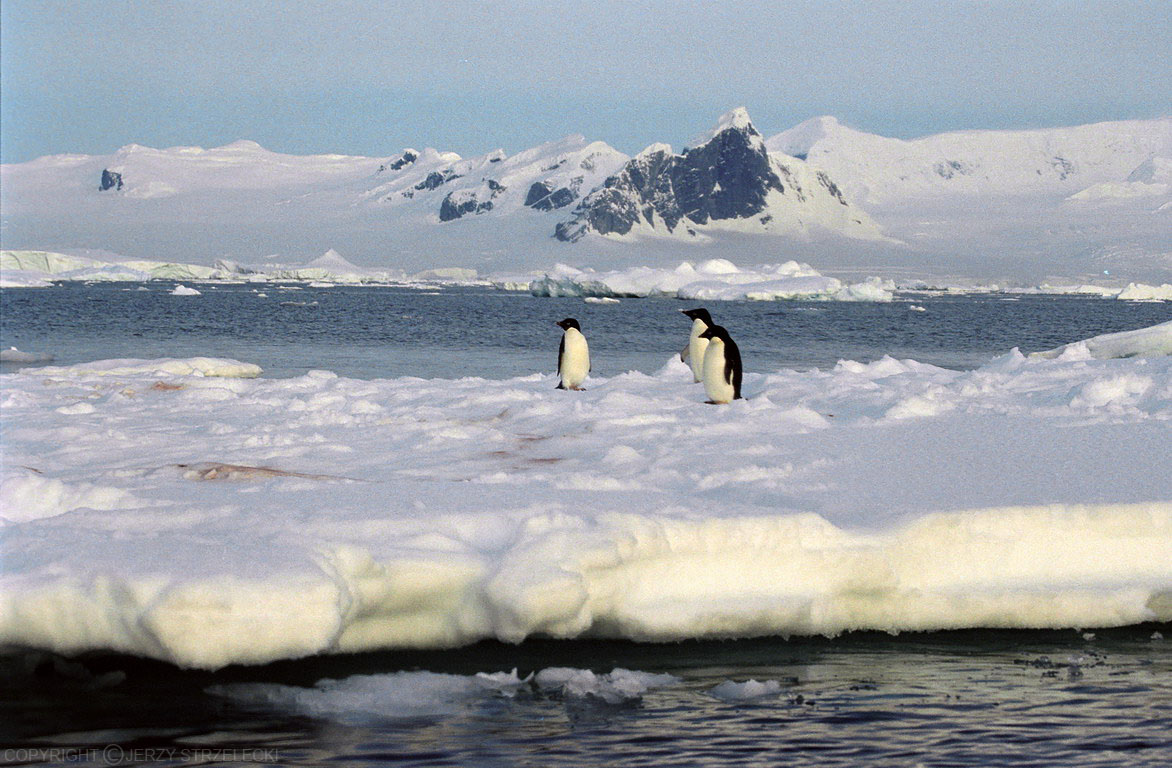
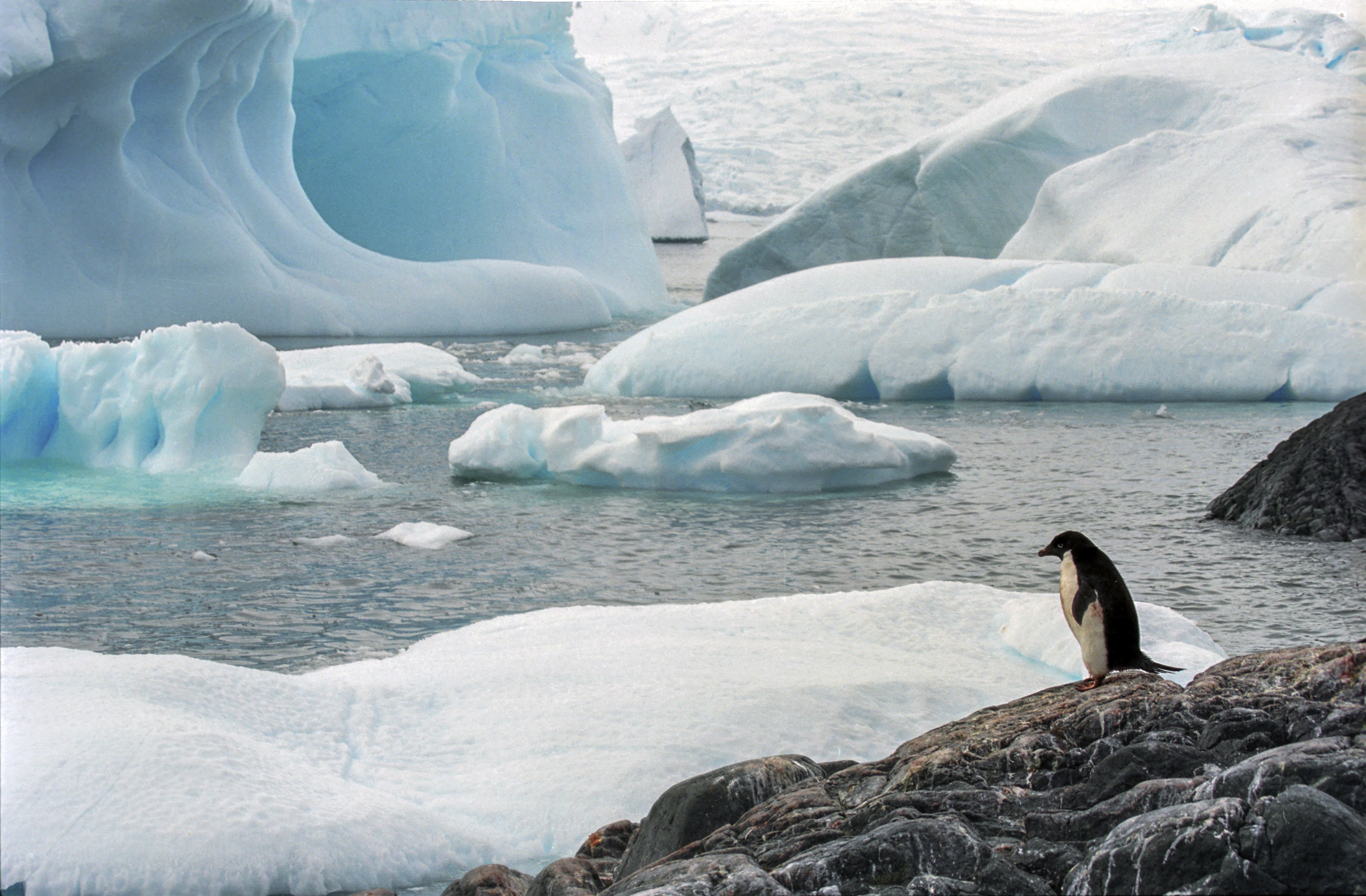
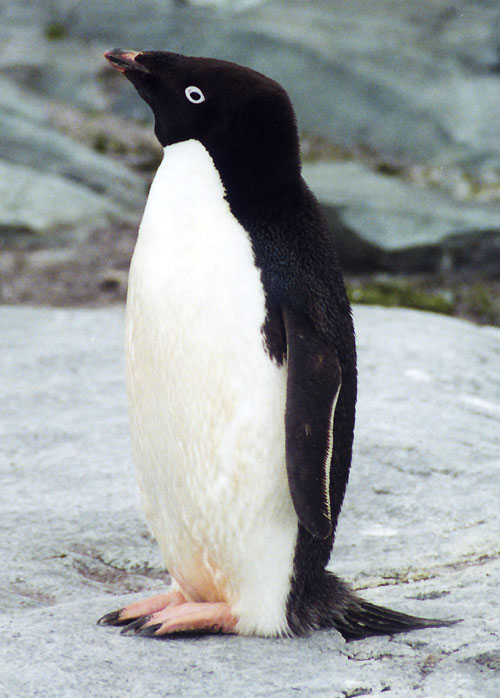
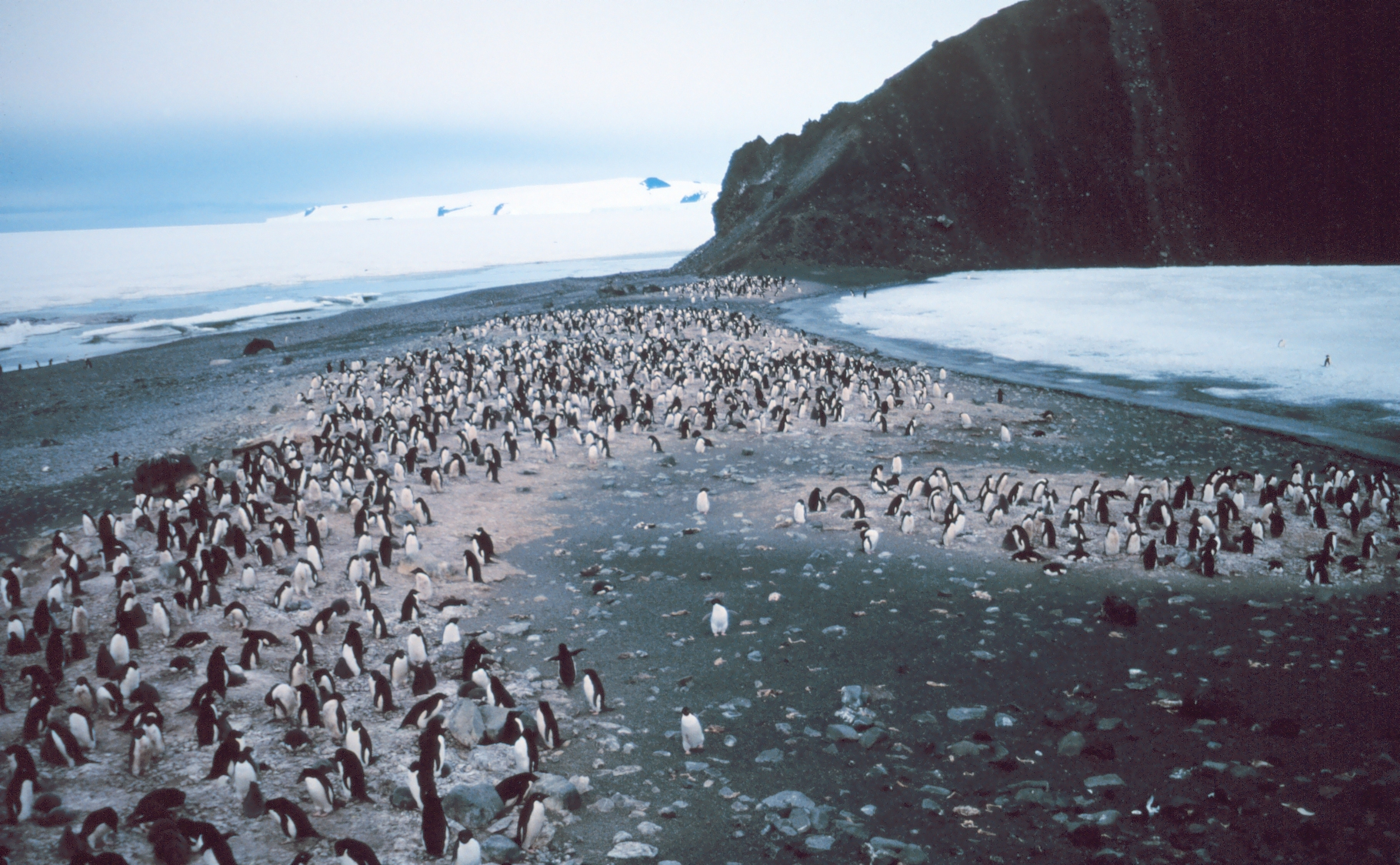
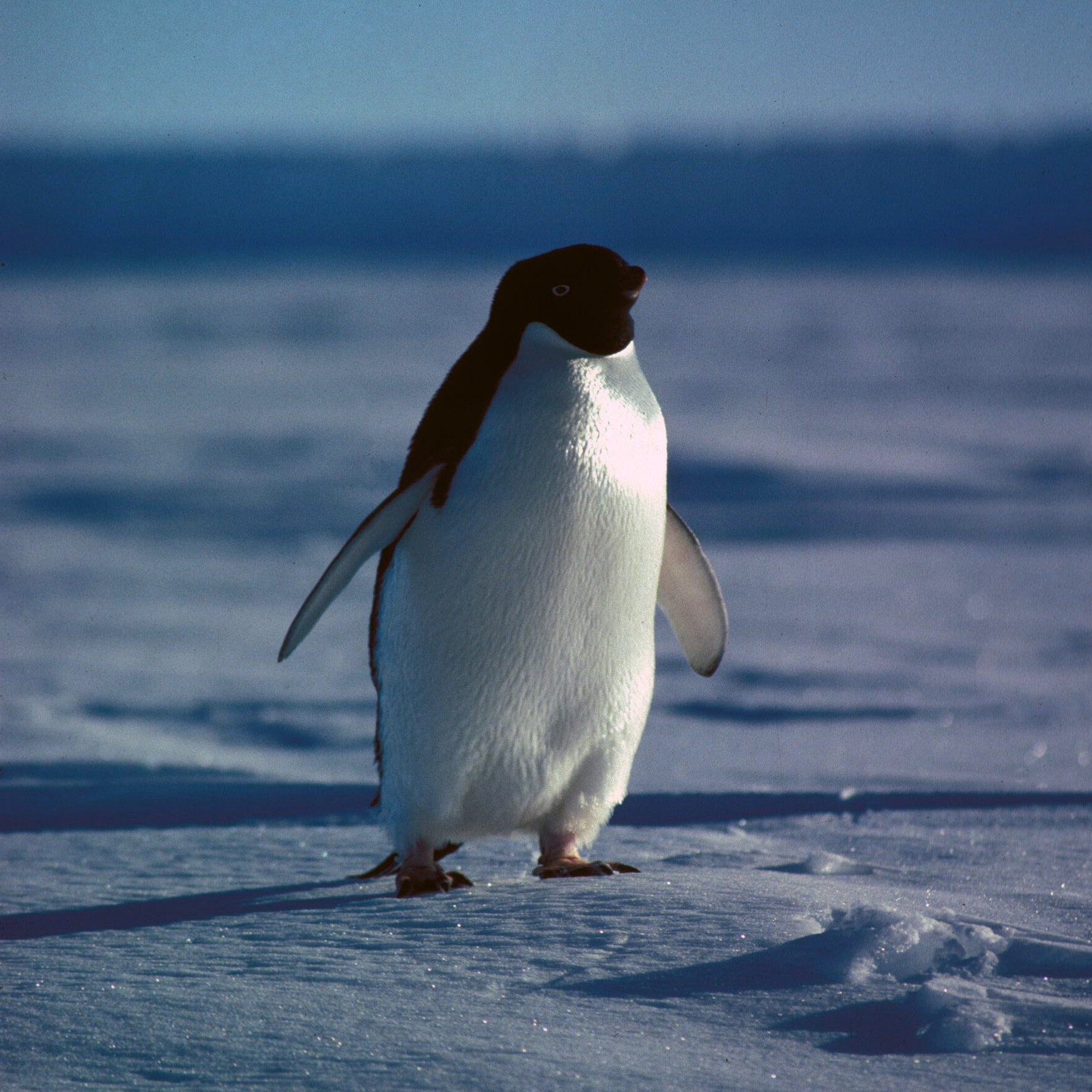
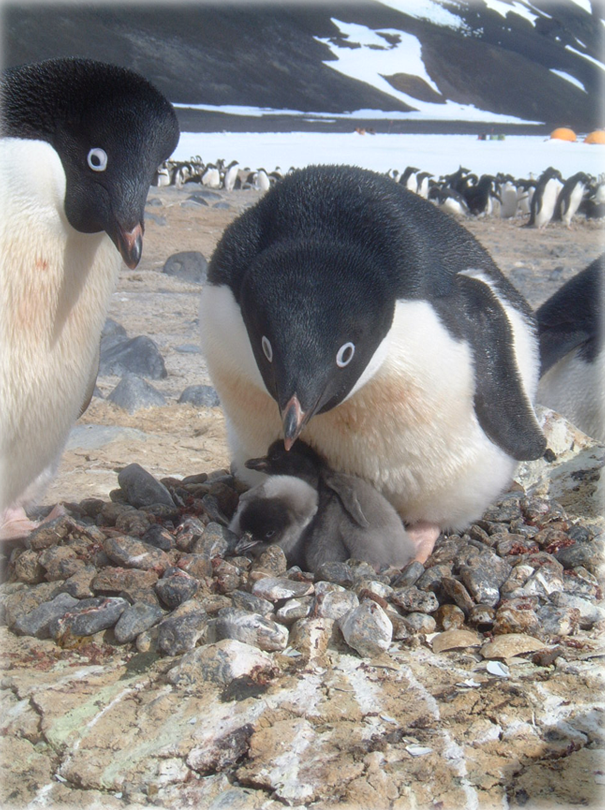
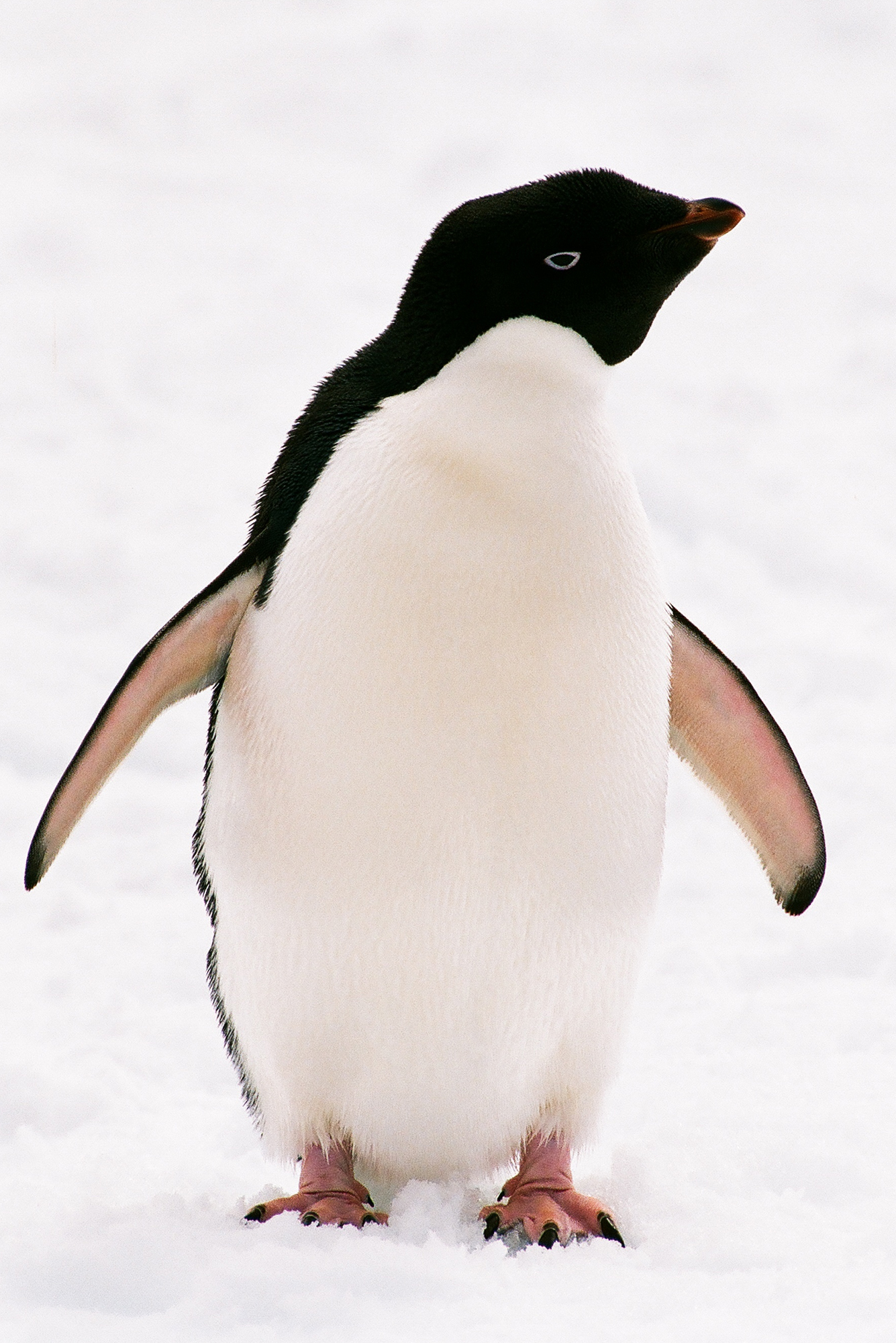

## 外部連結
- BirdLife Species Factsheet （页面存档备份，存于）
- 有關所有企鵝品種的資料 （页面存档备份，存于）
- 阿德利企鵝資料 - 70south.com
- 阿德利企鵝圖片
- 阿德利企鵝的相片 （页面存档备份，存于）
- 阿德利企鵝 （页面存档备份，存于） - 企鵝世界（Penguin World）
- 喬治·默雷·萊維克醫生（Dr. George Murray Levick）於1914年著的《南極企鵝》（Antarctic Penguins）
- 英國廣播公司愚人節大玩笑：阿德利企鵝會飛！ （页面存档备份，存于）
- Penguins and Lava Flows - Polar Discovery
- R·羅斯克（Roscoe, R）．阿德利企鵝 （页面存档备份，存于）．Photo Volcaniaca．於2008年4月13日查閱